# Чеботарьов Валентин Павлович
Чеботарьов Валентин Павлович  (нар. 13 жовтня 1953 року в м. Олександрія Кіровоградської обл.) — український науковець, політик, державний діяч.
В 1976 році закінчив фізичний факультет Одеського держуніверситету ім. Мечникова за спеціальністю: фізика, теплофізика (спеціалізація — фізика горіння і вибуху).
1976—1977 рр. — викладач фізики в середній школі м. Олександрії.
1977—1987 рр. — інженер науково-дослідного сектора, а після закінчення аспірантури (1981—1984 р.р.) — старший науковий співробітник Дніпропетровського гірничого інституту.
1987—1994 рр. — начальник лабораторії, потім — начальник відділу матеріально-технічного постачання Олександрійського заводу підйомно-транспортного устаткування.
1994—1998 рр. — народний депутат України, голова підкомісії управління народним господарством Комітету з економічної політики Верховної Ради України.
1997—1999 рр. — голова Державного інноваційного фонду України.
1999—2000 рр. — генеральний директор ТОВ «ВелесЛТД».
2000—2010 рр. — заступник голови Державного департаменту інтелектуальної власності Міністерства освіти і науки України. Представник Уряду України у Спільній робочій комісії держав-учасниць Угоди про співробітництво по припиненню правопорушень у сфері інтелектуальної власності.
2010—2011 рр. — перший заступник Голови Державного комітету України з питань науки, інновацій та інформатизації.
2011 — по цей час — директор Державної наукової установи «Державний інститут науково-технічної та інноваційної експертизи».   
Перший ранг державного службовця. 
Кандидат економічних наук (дисертація на тему: «Організація регулювання економіки України в інноваційному аспекті» (1989 р.)
Почесний магістр права. Доктор філософії Міжнародної кадрової академії. Автор 13 винаходів і 34 наукових робіт.
Нагороджений державними нагородами: орденом «За заслуги» ІІІ ступеня, Почесною грамотою Кабінету Міністрів України, Почесною грамотою Верховної Ради України.   
Сімейний стан: одружений, має двох синів: 1980 і 1986 років народження.  
Захоплення: живопис, фотографія, дельтапланеризм.

## Джерело
- Довідка